# Campeonato Panamericano de Balonmano Masculino Juvenil
El Campeonato Panamericano de Balonmano Masculino Sub-19 fue la máxima competición de balonmano entre selecciones nacionales de América Sub-19. El torneo se celebraba desde el año 2001; la organización corre a cargo de la Federación Panamericana de Balonmano (PATHF) y actualmente se realiza anualmente y clasifica al Mundial de Handball Sub-19.

## Ediciones
| N.º  | Año  | Sede      | Oro       | Plata     | Bronce      | 4° lugar  |
| ---- | ---- | --------- | --------- | --------- | ----------- | --------- |
| I    | 2001 | Chile     | Brasil    | Argentina | Cuba        | Uruguay   |
| II   | 2003 | Brasil    | Brasil    | Argentina | Chile       | Uruguay   |
| III  | 2004 | Brasil    | Argentina | Brasil    | Uruguay     | Chile     |
| IV   | 2005 | Brasil    | Argentina | Brasil    | Groenlandia | México    |
| V    | 2006 | Brasil    | Argentina | Brasil    | Chile       | Uruguay   |
| VI   | 2007 | Brasil    | Argentina | Brasil    | Puerto Rico | Uruguay   |
| VII  | 2008 | Brasil    | Argentina | Brasil    | Puerto Rico | Venezuela |
| VIII | 2010 | Brasil    | Brasil    | Argentina | Chile       | Uruguay   |
| IX   | 2011 | Venezuela | Argentina | Brasil    | Chile       | Venezuela |
| X    | 2013 | Venezuela | Argentina | Brasil    | Venezuela   | Chile     |
| XI   | 2014 | Argentina | Brasil    | Argentina | Paraguay    | Venezuela |
| XII  | 2015 | Venezuela | Brasil    | Argentina | Chile       | Venezuela |
| XIII | 2017 | Chile     | Argentina | Brasil    | Chile       | Venezuela |

### Medallero histórico
- Actualizado hasta Brasil 2019

| Núm. | País        | Oro | Plata | Bronce | Total |
| ---- | ----------- | --- | ----- | ------ | ----- |
| 1    | Argentina   | 8   | 5     | 0      | 13    |
| 2    | Brasil      | 5   | 8     | 0      | 13    |
| 3    | Chile       | 0   | 0     | 6      | 6     |
| 4    | Puerto Rico | 0   | 0     | 2      | 2     |
| 6    | Venezuela   | 0   | 0     | 1      | 1     |
| 7    | Groenlandia | 0   | 0     | 1      | 1     |
| 8    | Uruguay     | 0   | 0     | 1      | 1     |
| 9    | Cuba        | 0   | 0     | 1      | 1     |
| 10   | Paraguay    | 0   | 0     | 1      | 1     |